# Woluwe-Saint-Pierre
Woluwe-Saint-Pierre (in olandese Sint-Pieters-Woluwe) è un comune belga di 38 554 abitanti, situato nella Regione di Bruxelles-Capitale.

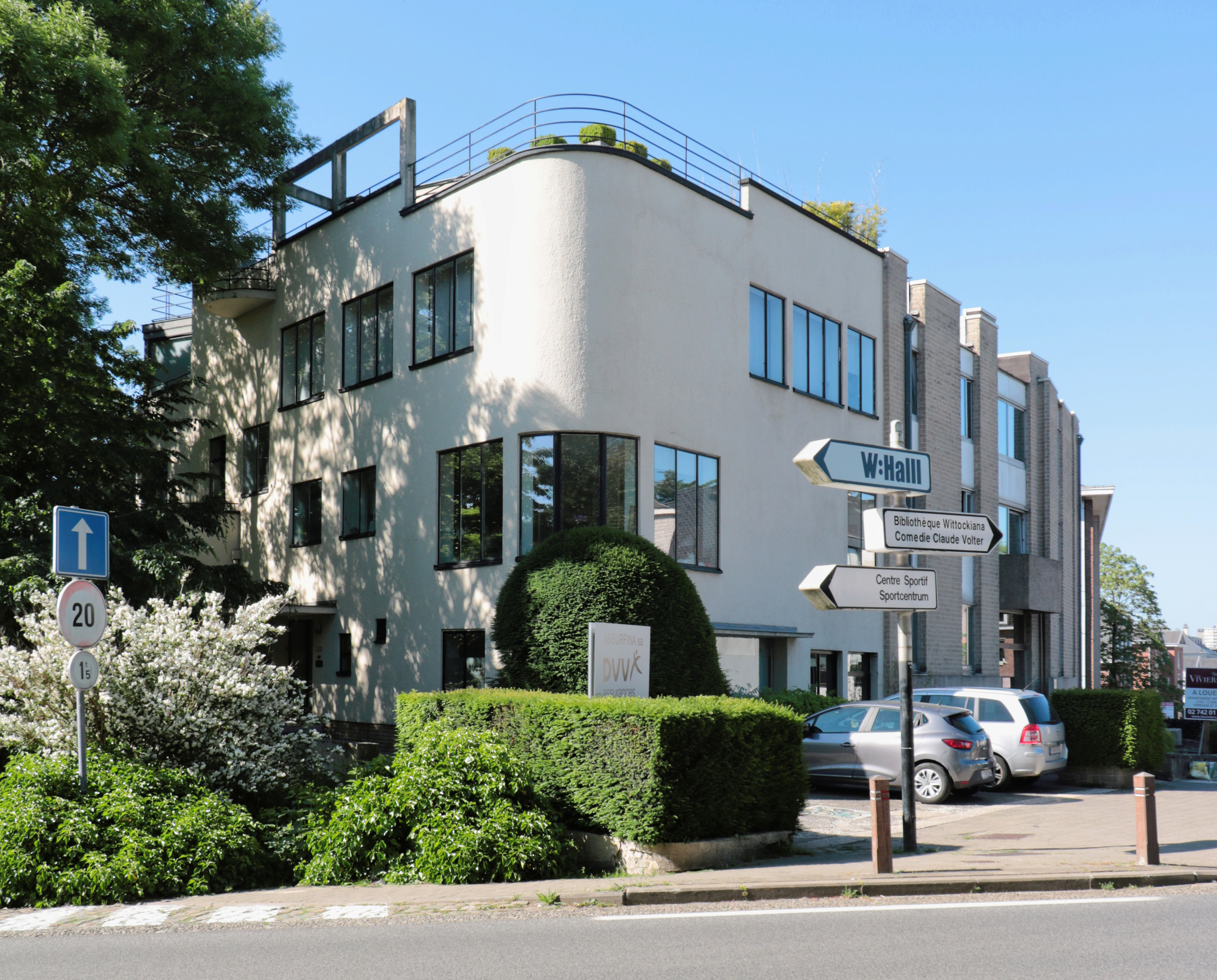
Casa Gombert (1933).